# Wuala
Wuala (происходит от французского слова  Вуаля) представляет собой социальную распределенную файловую систему хранения информации в Интернете, которая позволяет пользователям  Windows, Linux и  Mac хранить файлы в Интернете.
Это программа синхронизации файлов, позволявшая иметь столько места для хранения информации в Интернете, сколько предоставлено другим пользователям wuala 
Его интерфейс похож на файловый менеджер и, кроме общих операций с файлами, позволяет пользователям легко обмениваться файлами с друзьями, в группах или с остальной частью мира. Каждый пользователь начинает с 5 Гб для хранения информации в Интернете, но можно получить больше места путём покупки дополнительного пространства, передав его своим друзьям или с помощью рекламных кодов.

## Функциональность
Wuala основан на технологии, которая снижает затраты серверов благодаря использованию простаивающих ресурсов. Если пользователь хочет делиться частью своего диска с сетью Wuala, он получает дополнительное пространство в Интернете. Жесткие диски пользователей составляют распределенную сеть, которая используется Wuala для улучшения скорости загрузки файлов, доступности и сокращение расходов сервера.
Когда пользователь добавляет файл Wuala, он шифруется и разбивается на фрагменты. Эти фрагменты загружаются на сервер Wuala и распространяются через сеть. Для повышения доступности создаются избыточные фрагменты коррекции ошибок (используется коррекция ошибок Код Рида — Соломона см. Forward Error Correction), то есть, даже если файл не может быть полностью загружен из сети, сеть избыточных фрагментов позволяет гарантировать, что файл никогда не будет утерян.

## Получение дополнительного места
Новые зарегистрированные пользователи получают 5 Гб в сети хранения от команды Wuala. Этот объём может быть увеличен путём торговли местом хранения на локальном жестком диске. Для этого необходимо, чтобы компьютер был онлайн по меньшей мере 4 часа в день . Доступный размер пространства в сети вычисляется в зависимости от времени нахождения компьютера онлайн и размера места на локальном жестком диске, предоставленного для Wuala.
С 3 октября 2011 вступили в силу новые правила — облачный коммунизм более не предоставляется. Пространство, полученное путём торговли будет действительно в течение года. Потом, видимо, расширение свыше "бесплатного" возможно только путём оплаты согласно предлагаемым тарифам.
В качестве альтернативы можно также приглашать друзей, использовать промокоды для получения свободного пространства или приобрести дополнительное пространство. Цена колеблется от 19 евро за 10 Гб в год и 229 евро в год за 250 Гб.

## Безопасность
Wuala использует Cryptree шифрование AES-256 для шифрования файлов и RSA-2048 для аутентификации .

## Эволюция
Начиная с 14 августа 2008, Wuala стал доступен в режиме «открытого бета-тестирования», Java-апплет на сайте Wuala стало возможно запустить из браузера.
С 26 октября 2008 Wuala обеспечивает REST API, поддерживающий HTTP GET запросы общественной или пароль совместного содержания.
С 16 декабря 2008, все файлы, которые отмечены как общедоступные и те личные папки, которые являются общими с ключевыми фразами, доступны для всех через соответствующие URL-адреса на веб-сайте wuala (например http://www.wuala.com/user/public/my_share (недоступная+ссылка)).. С этими изменениями веб-сайт Wuala сменил адрес с https://web.archive.org/web/20100928091204/http://wua.la/ на http://www.wuala.com/.
С 3 октября 2011, главное изменение это отмена возможности торговли, заработанное на торговле место сохраняется за пользователем в течение года. По умолчанию пользователю бесплатно предоставляются 5gb вместо 1gb. https://web.archive.org/web/20111008063359/http://www.wuala.com/en/releasenotes/
11 июня 2014 компания объявила, что сервис становится полностью платным. Данные пользователей бесплатных аккаунтов сохраняются до конца года, после чего будут полностью удалены. В качестве альтернативы пользователям предлагается перейти на платные тарифы.
17 августа 2015 Wuala опубликовала пресс-релиз с сообщением о прекращении работы сервиса. Все файлы, хранящиеся на серверах компании, были удалены 15 ноября 2015.